# Codici aeroportuali IATA - X

## X
- XAL Aeroporto civile, Álamos, Messico
- XAP Aeroporto civile, Chapecó (SC), Brasile
- XAR Aeroporto civile, Arbinda, Burkina Faso
- XAU Aeroporto civile, Saul, Guyana francese
- XAY Aeroporto civile, Xayabury, Laos
- XBB Aeroporto civile, Blubber Bay, Canada
- XBE Aeroporto civile, Bearskin Lake (Ontario), Canada
- XBG Aeroporto civile, Bogandé, Burkina Faso
- XBJ Aeroporto civile, Birjand, Iran
- XBL Aeroporto civile, Bunno Bedelle, Etiopia
- XBN Aeroporto civile, Biniguni, Papua Nuova Guinea
- XBO Aeroporto civile, Boulsa, Burkina Faso
- XBR Aeroporto civile, Brockville (OT), Canada
- XBW Aeroporto civile, Killineq, Canada
- XCH Aeroporto civile, Isola Christmas, Kiribati
- XCL Aeroporto civile, Cluff Lake, Canada
- XCM Aeroporto civile, Chatham-Kent (OT), Canada
- XCN Aeroporto civile, Pacific Air-VAL Coron Airport, Coron, Filippine
- XCO Aeroporto civile, Colac, Australia
- XDE Aeroporto civile, Diébougou, Burkina Faso
- XDJ Aeroporto civile, Djibo, Burkina Faso
- XEN Aeroporto civile, Xingcheng, Cina
- XES Aeroporto civile, Lake Geneva, Stati Uniti d'America
- XFN Aeroporto civile, Xiangfan, Cina
- XFW Aeroporto Finkenwerder Airbus Plant, Amburgo, Germania
- XFW Aeroporto civile, Finkenwerder, Germania
- XGA Aeroporto civile, Amilar Cabral de Gaoua, Burkina Faso
- XGG Aeroporto civile, Gorom-Gorom, Burkina Faso
- XGL Aeroporto civile, Granville Lake, Canada
- XGN Aeroporto civile, Xangongo, Angola [1]
- XGR Aeroporto civile, Kangiqsualujjuaq (Québec), Canada
- XIC Aeroporto civile, Xichang, Cina
- XIE Aeroporto civile, Xieng Lom, Laos
- XIG Aeroporto civile, Xinguara, Brasile
- XIL Aeroporto civile, Xilinhot, Cina
- XIN Aeroporto civile, Xingning, Cina
- XIY Aeroporto Xianyang, Xian, Cina
- XKA Aeroporto civile, Kantchari, Burkina Faso
- XKH Aeroporto Plaine des Jarres, Xieng Khouang, Laos
- XKO Aeroporto civile, Kemano, Canada
- XKS Aeroporto civile, Kasabonika (OT), Canada
- XKY Aeroporto civile, Kaya, Burkina Faso
- XLB Aeroporto civile, Lac Brochet (Manitoba), Canada
- XLF Aeroporto civile, Leaf Bay, Canada
- XLO Aeroporto civile, Long Xuyen, Vietnam
- XLS Aeroporto civile, Saint-Louis, Senegal
- XLU Aeroporto civile, Léo, Burkina Faso
- XLW Aeroporto civile, Lemwerder, Germania
- XMB Aeroporto civile, M'bahiakro, Costa d'Avorio
- XMC Aeroporto civile, Mallacoota, Australia
- XMD Aeroporto civile, Madison, Dakota del Sud, Stati Uniti d'America
- XMG Aeroporto civile, Mahendranagar, Nepal
- XMH Aeroporto civile, Manihi, Polinesia Francese
- XMI Aeroporto civile, Masasi, Tanzania
- XML Aeroporto civile, Minlaton, Australia
- XMN Aeroporto Internazionale di Xiamen Gaoqi, Xiamen, Cina
- XMP Aeroporto civile, Macmillan Pass, Canada
- XMS Aeroporto civile, Macas, Ecuador
- XMY Aeroporto civile, Yam Island, Australia
- XNA Aeroporto Regionale Northwest Arkansas, Fayetteville / Springdale, Stati Uniti d'America
- XNG Aeroporto civile, Quảng Ngãi, Vietnam
- XNN Aeroporto civile, Xining, Cina
- XNU Aeroporto civile, Nouna, Burkina Faso
- XPA Aeroporto civile, Pama Pangia, Burkina Faso
- XPK Aeroporto civile, Pukatawagan (Manitoba), Canada
- XPL Aeroporto civile, Comayagua Palmerola, Honduras
- XPP Aeroporto civile, Poplar River, Canada
- XPR Aeroporto civile, Pine Ridge, Stati Uniti d'America
- XPU Aeroporto civile, West Kuparuk, Stati Uniti d'America
- XQP Aeroporto La Managua, Quepos, Costa Rica
- XQU Aeroporto civile, Qualicum (Columbia Britannica), Canada
- XRR Aeroporto civile, Ross River, Canada
- XRY Aeroporto La Parra, Jerez de la Frontera, Spagna
- XSA Aeroporto civile, Contea di Sinoe, Liberia
- XSC Aeroporto civile, South Caicos, Turks e Caicos
- XSD Aeroporto militare, Tonopah Test Range, Tonopah, Stati Uniti d'America
- XSE Aeroporto civile, Sebba, Burkina Faso
- XSI Aeroporto civile, South Indian Lake (Manitoba), Canada
- XSM Aeroporto civile, Saint Mary's, Stati Uniti d'America
- XSO Aeroporto civile, Siocon, Filippine
- XSP Aeroporto Seletar, Singapore
- XTG Aeroporto civile, Thargomindah (Queensland), Australia
- XTL Aeroporto civile, Tadoule Lake (Manitoba), Canada
- XTO Aeroporto civile, Taroom, Australia
- XTR Aeroporto civile, Tara, Australia
- XUZ Aeroporto civile, Xuzhou, Cina
- XVL Aeroporto civile, Vĩnh Long, Vietnam
- XVS Aeroporto Denain, Valenciennes, Francia
- XYA Aeroporto civile, Yandina, Isole Salomone
- XYE Aeroporto civile, Ye, Birmania
- XYR Aeroporto civile, Yellow River, Papua Nuova Guinea
- XYT Aeroporto Lasbordes, Tolosa, Francia
- XZA Aeroporto civile, Zabré, Burkina Faso
- XZZ Aeroporto civile, Chieri, Burkina Faso

## Stazioni ferroviarie e intermodali
- XAW Stazione ferroviaria, Capreol (Ontario), Canada
- XAZ Stazione ferroviaria, Campbellton (Nuovo Brunswick), Canada
- XCI Stazione ferroviaria, Chambord (Québec), Canada
- XDB Stazione ferroviaria Lille-Europe, Lilla, Francia
- XDL Stazione ferroviaria, Chandler (Québec), Canada
- XDM Stazione ferroviaria, Drummondville, Canada
- XDU Stazione ferroviaria, Hervey (Québec), Canada
- XEE Stazione ferroviaria, Lac-Édouard, Québec, Canada
- XEH Stazione ferroviaria, Ladysmith (Columbia Britannica), Canada
- XEJ Stazione ferroviaria, Langford (BC), Canada
- XEK Stazione ferroviaria, Melville (Saskatchewan), Canada
- XFS Stazione ferroviaria, Alexandria (OT), Canada
- XFV Stazione ferroviaria, Brantford (OT), Canada
- XGJ Stazione ferroviaria, Cobourg (OT), Canada
- XGK Stazione ferroviaria, Coteau-du-Lac (Québec), Canada
- XHM Stazione ferroviaria, Georgetown (OT), Canada
- XHS Stazione ferroviaria, Chemainus (BC), Canada
- XIA Stazione centrale intermodale, Guelph (OT), Canada
- XIB Stazione ferroviaria, Ingersoll (Ontario), Canada
- XID Stazione ferroviaria, Maxville (OT), Canada
- XJL Stazione ferroviaria, Joliette (Québec), Canada
- XPN Stazione ferroviaria, Brampton (OT), Canada
- XVV Stazione ferroviaria, Belleville (OT), Canada
- XZB Stazione ferroviaria, Casselman (OT), Canada
- XZC Stazione ferroviaria, Glencoe (OT), Canada